# 5712 Funke
Az 5712 Funke (ideiglenes jelöléssel 1979 SR) a Naprendszer kisbolygóövében található aszteroida. Antonín Mrkos fedezte fel 1979. szeptember 25-én.